# Final Fantasy IV
Final Fantasy IV (ファイナル ファンタジー IV Файнару Фантадзі Фо) — четверта гра з серії Final Fantasy. Спочатку вона була випущена для Super Nintendo Entertainment System у 1991 році, пізніше перевидана для PlayStation, WonderSwan Color, Game Boy Advance, Nintendo DS, IOS та Android. Перший випуск гри в Північній Америці вийшов під назвою Final Fantasy II. Це призвело до розбіжностей в нумерації японських і американських релізів серії, і тому, наприклад, Final Fantasy VI була пронумерована на Заході як Final Fantasy III. Однак згодом нумерація американських випусків була повернена у відповідність з японськими.
Події Final Fantasy IV розгортаються на вигаданій планеті з штучним і природним супутниками на орбіті, світ якої виконаний в фентезійному антуражі з невеликим вкрапленням наукової фантастики. У центрі сюжету — пригоди Темного Лицаря на ім'я Сесіл, який намагається врятувати світ від руйнування, перешкодивши злому чаклунові Голбезу захопити магічні кристали. Під час подорожі до героя приєднуються багато інших персонажів, деякі в процесі гинуть, або полишають команду з інших обставин.
Продовження гри, Final Fantasy IV: The After Years, вийшло для японських мобільних телефонів в лютому 2008 року. Воно також поширювалося через онлайн-магазин ігор для Nintendo Wii, а згодом було включене до збірки Final Fantasy IV: The Complete Collection для PSP.
За грою, крім того, написано роман, виданий у двох томах 25 грудня 2008 ексклюзивно японською мовою.

## Ігровий процес
Ігровий процес Final Fantasy IV стандартний для рольових відеоігор; персонажі подорожують світом, виконують різні завдання, заходять в міста для поповнення сил, купують нове обмундирування, зброю і просуваються сюжетом, борючись з різними противниками. Особливістю цієї частини серії було те, що Square ввели в гру систему Active Time Battle (ATB) або Битва в реальному часі, що відрізняє цю гру від попередніх ігор Final Fantasy (і від більшості RPG в цілому) тим, що гравці повинні віддавати накази в реальному часі.
У бою кожен персонаж має свої переваги і недоліки, а також спеціальні здібності, засновані на класі персонажа. Як і в інших іграх серії, персонаж отримує здібності у міру накопичення досвіду в битвах. Магія поділяється на декілька категорій: Біла магія, Чорна магія, Магія Прикликання і особливий тип наступальної та допоміжної магії Ніндзюцу.
Також в грі реалізоване парирування атак ворогами. За певних умов багато противників йдуть в негайну контратаку. Персонажі, що використовують магію, розучують нові заклинання з досягненням фіксованих рівнів або після певних подій у грі. З цієї причини система розвитку (прокачування) заклинателів FFIV вважається найпростішою у всій серії. Схожа система використовується в Dungeons&Dragons, на противагу системі розвитку магів в оригінальній Final Fantasy, яка дозволяла купувати заклинання в магазинах магії.
На відміну від оригінальної Final Fantasy, в FFIV немає суворої необхідності «прокачки» персонажів для продовження сюжету. Гравець просто переходить з однієї локації в іншу, і, якщо він не ухиляється від більшості випадкових битв з монстрами, накопиченого персонажами досвіду вистачає для продовження сюжету.
У FFIV також були введені Точки Збереження, що стали з цього моменту стабільною ігровою особливістю.

## Сюжет

### Світ гри
Більшість подій Final Fantasy IV розгортаються на Землі (Блакитній планеті), яка, одак, з нашою Землею не має нічого спільного. Поверхня планети населена людьми, в той час як під землею царюють гноми. На орбіті планети знаходиться штучний супутник, створений інопланетною расою з метою порятунку, оскільки їхній рідний світ був знищений і перетворився на пояс астероїдів. Самі мешканці супутника перебувають у сні, чекаючи, що колись настануть сприятливі часи і вони зможуть спуститися на Землю і зажити разом з людьми в мирі й процвітанні. У планети є також другий супутник, природний, але він не задіяний в сюжеті і персонажі не мають можливості його відвідати.

### Персонажі
У Final Fantasy IV представлені дванадцять персонажів, з яких Сесіл є головним героєм і єдиним постійним членом групи. Персонажі приєднуються і залишають групу відповідно до розвитку сюжету, аж до формування остаточної групи для фінальної битви (Сесіл, Каїн, Рідія, Роза і Едж). Однак у версії для Game Boy Advance Едвард, Янг, Палом, Пором і Сід можуть бути включені в остаточну групу.
- Сесіл Харві (англ. Cecil Harvey, яп. セシル ハーヴィ, Seshiru Hāvi) — Головний герой. Спочатку є Темним лицарем і капітаном ВПС Барона Червоні Крила. З часом Сесіл починає сумніватися в справедливості наказів короля Барона, що призводить до цілої низки подальших подій, що наставляють його на праведний шлях.
- Каїн Хайвінд (англ. Kain Highwind, яп. カイン ハイ ウインド, Kain Haiuindo) — Командир драгунів Барона і друг дитинства Сесіла і Рози. Змагаючись з Сесілом і страждаючи від невзаємних почуттів до Рози, Каїн легко потрапляє під вплив Голбеза, і його товариші вже не можуть довіряти йому.
- Роза Джоанна Фаррелл (англ. Rosa Joanna Farrell, яп. ローザ ジョアンナ ファレル, Rōza Joanna Fareru) — Білий маг Барона, подруга дитинства Сесіла і Каїна, чиї почуття до Сесіла переросли просту дружбу.
- Рідія (англ. Rydia, яп. リディア, Ridia) — Молода Прикликачка з селища Міст, знищеного через незнання Сесілом і Каїном. Сесіл хоче стати її захисником і тим отримати її прощення, що в кінцевому підсумку дає йому грізного союзника в його пригодах.
- Телла (англ. Tellah, яп. テラ, Tera) — Старий Мудрець, який прагне помститися Голбезу за смерть своєї дочки Анни.
- Едвард Кріс фон М'юїр (англ. Edward Chris von Muir, яп. ギルバート クリス フォン ミューア, Girubāto Kurisu von Myūa) — Принц Дамціана і бард, що втратив сім'ю і свою кохану Анну після атаки Голбеза на його королівство. Він боязкий, проте пристрасне бажання допомогти Сесілу поступово робить його мужнішим.
- Янг Фанг Лейден (англ. Yang Fang Leiden, яп. ヤン ファン ライデン, Yan Fan Raiden) — Лідер ченців з Фабула.
- Палом (англ. Palom, яп. パロム, Paromu) — Молодий учень чорної магії з Місідії. Він і його сестра-близнюк Пором вирушають супроводжувати Сесіла в його подорожі на Гору Випробувань.
- Пором (англ. Porom, яп. ポロム, Poromu) — Молода учениця білої магії з Місідії. Вона та її брат-близнюк Палом вирушають супроводжувати Сесіла в його подорожі на Гору Випробувань.
- Сід Поллендіна (англ. Cid Pollendina, яп. シド ポ レン ディーナ, Shido Porendīna) — Майстер-інженер, який проєктував різні повітряні кораблі для Червоних Крил. Є " батьківській фігурою " для Сесіла, Рози і Каїна. На побудованому ним дирижаблі Ентерпрайз персонажі подорожують в усьому світі.
- Едж Джералдін (англ. Edge Geraldine, яп. エドワード ジェラル ダイン, Ejji Jerarudain) — Принц Ебла та майстер- ніндзя. Дуже емоційний і запальний, проте його розвинуте почуття справедливості дозволяє йому тримати себе в руках.
- Фусо (англ. Fusoya, яп. フースーヤ, Fūsūya) — Житель Червоного Місяця. Він проливає світло на справжнє походження Сесіла і Голбеза, а також пояснює, що за небезпека загрожує всьому світу.

### Історія
Сюжет гри розгортається на планеті під назвою Земля — хоча ця планета не має нічого спільного з нашою Землею. Королівство Барон, наймогутніша держава на планеті, створило найпотужніший військово-повітряний флот під назвою Червоні Крила. За його допомогою і легіонів Темних Лицарів королівство атакує інші країни з метою знайти в них і викрасти чотири магічних Кристали. Після викрадення Кристала води з Місідії, міста магів, в серце Сесіла Харві, Темного Лицаря і командира Червоних Крил, закрадаються сумніви щодо справедливості наказів короля. Король позбавляє його звання і відправляє разом зі його другом Каїном Хайвіндом доставити чарівне кільце в селище Міст. Перед відправленням на завдання Сесіл зустрічається зі своєю подругою дитинства Білим Магом Розою Джоанною Фаррелл і інженером повітряних кораблів Барона Сідом Поллендіною. Від них він отримує моральну підтримку перед майбутньою подорожжю.
Коли Сесіл і Каїн приходять в Міст, кільце вибухає, знищуючи все селище і більшість його жителів. Сесіл і Каїн знаходять єдину вцілілу дівчинку на ім'я Рідія, яку Сесіл хоче взяти з собою, але Рідія прикликає істоту Титана, після чого Каїн зникає. Всі ці події виводять Сесіла з себе, і, обурюючись від дій свого короля і Червоних Крил, він приймає рішення зробити все, щоб зупинити їх.
На зворотному шляху в Барон Сесіл знаходить Розу, хвору на пустельну гарячку, старого мудреця Телла, боязкуватого принца королівства Дамціан Едварда Кріс фон М'юіра і монаха-бійця з Янга Фанг Лейдена. Пізніше шляхи Сесіла перетинаються і з Каїном, який продовжує виконувати наказ короля Барона. Сесіл вступає з Каїном в єдиноборство, однак Каїну не вдається перемогти Сесіла, після чого йому на зміну раптово з'являється людина на ім'я Голбез. Під час сутички Голбез викрадає Розу. Після цього з'ясовується, що Голбез маніпулює і Каїном, і королем Барона, щоб роздобути кристали для себе.
Далі герої подорожують морем, під час чого на їх судно нападає морське чудовисько Левіафан. Під час його нападу Рідія зникає в пащі монстра, а Сесіла океан викидає на берег поблизу Місідії. Покаявшись перед жителями Місідії за свої колишні гріхи, Сесіл наважується сповна спокутувати їх, пройшовши перевірку на Горі Випробувань. Разом з ним туди вирушають два юних мага — близнюки Палом і Пором з Місідії. По дорозі до них приєднується Телла, який намагається згадати призабуте ним сильне заклинання Метеор. Двічі вступивши в бій з Архідемоном Землі Скармільоне, Сесіл долає в собі темряву і стає Паладином. Телла також згадує позабуті заклинання, в тому числі і Метеор, яким, однак, він поки не може скористатися.
Ставши Паладином, Сесіл разом з друзями вирушає в Барон по Диявольській дорозі. У Бароні вони виявляють, що війська знаходяться під владою Голбеза, і навіть замість короля вони зустрічають Архідемона Води Каньяццо, якого вдається перемогти. У цей час Сідові вдається втекти з тюремної камери, в яку він був кинутий королем. Герої намагаються втекти з замку і потрапляють у пастку — кам'яні стіни починають зміщуватися, загрожуючи розчавити їх. Маги-близнюки жертвують собою і рятують інших, обернувши один одного в камінь і так зупинивши стіни. Вибравшись з палацу, герої дістаються до літаючого корабля Сіда і злітають на ньому в небо.
Незабаром Сесіл зустрічає Каїна, чиїм розумом управляє Голбез. Каїн змушує Сесіла роздобути Кристал Землі в обмін на життя Рози. Поборовшись із темними ельфами, герої отримують Кристал Землі, і Каїн веде їх у Вежу Зот, в якій знаходиться Роза.
У вежі герої знову стикаються з Голбезом. Скориставшись моментом, Телла нападає на нього, і в ході битви вимовляє заклинання Метеор. Магія вбиває мудреця, але Голбез отримує настільки серйозні поранення, що змушений відступити. В результаті травм Голбеза його контроль над розумом Каїна втрачається, і Каїн, прийшовши в себе, пояснює, що Голбез зібрав тільки частину кристалів. З'ясовується, що є ще чотири кристали, звані Темними Кристалами, які приховані в підземному світі, в землях гномів, і Голбез вже вкрав два з них. Герої звільняють Розу, але битва не закінчена: їм доводиться битися з Барбаріччею, Архідемоном Вітру. Перемога над нею відкриває героям прохід в підземний світ, куди вони і вирушають на пошуки Темних Кристалів.
Сесіл і компанія проникають у підземний світ, однак у Замку Гномів вони програють один з Кристалів Голбезу в бою, під час якого до них знову приєднується Рідія. Пізніше, після подорожі до Вежі Бабіль і самопожертви Янга і Сіда, до групи приєднується принц-ніндзя Едж і допомагає героям перемогти Рубіканте, Архідемона Вогню. Але й тут Сесіл з друзями зазнає невдачі — Голбезу вдається відновити контроль над розумом Каїна, який відбирає Кристал у Сесіла і зникає. Отримавши всі Кристали, Голбез відбуває на другий місяць планети. Щоб дізнатися, навіщо Голбезу потрібні кристали, Сесіл відшукує прихований під водами затоки Місідії древній літаючий корабель, під назвою «Місячний Кит» (англ. «Lunar Whale»), і разом з друзями вирушає на ньому слідом за Голбезом на супутник.
Прибувши на Місяць, Сесіл зустрічається з Фусо, і той розповідає, що належить до раси, званої Лунаріанцями і яка походить із зруйнованої колись планети, уламки якої утворили пояс астероїдів. Батько Сесіла, Клуя, був хранителем Кристалів Блакитної Планети (Землі), у яких були відповідні їм Кристали на Місяці. Місячні ж Кристали зберігали всі знання і помисли Лунаріанців. Він же винайшов багато технологічних нововведень, зокрема, літаючі кораблі. Проте один з жителів Місяця на ім'я Земус планує знищити все живе на Землі, щоб на ній могли поселитися Лунаріанці. З'ясовується, що для цієї мети він заволодів свідомістю Голбеза і Каїна, а Кристали йому потрібні для того, щоб пробудити величезного робота, відомого як Гігант Бабіль, і очистити з його допомогою всю Землю від живих істот.
У супроводі Фусо, який може нейтралізувати силове поле Гіганта, Сесіл повертається на Блакитну Планету і виявляє, що Гігант вже почав свою ходу. Всі сили планети, включаючи колишніх членів групи Едварда, Сіда, Янга, Палома і Пором, беруть участь в оборонній операції. За допомогою повітряного корабля Сіда герої прориваються всередину Гіганта і б'ються з Архідемоном Стихій, після чого руйнують головний процесор Гіганта. Гігант зупиняється, після чого з'являється розлючений Голбез, але Фусо вдається звільнити його розум з-під контролю Земуса. І тут же з'ясовується, що Голбез є ні ким іншим, як старшим братом Сесіла. Голбез і Фусо вирушають на Місяць, щоб битися з Земусом і перемогти його, і Сесіл з друзями слідують за ними.
З боєм проклавши собі шлях до серця Місяця, Сесіл стає очевидцем перемоги Голбеза і Фусо в їх битві з Земусом. Однак переможений Земус перетворюється на куди більш сильну і страшну істоту на ім'я Зеромус, яка є втіленням всепоглинаючої ненависті Земуса. Зеромус з легкістю перемагає Голбеза і Фусо, а потім нападає на інших героїв. Об'єднавши зусилля з іншими незримо присутніми в битві героями гри і поклавшись на допомогу Кристала, Сесіл з друзями борються з Зеромусом і перемагають його.
Після перемоги, Фусо знову занурюється в сон разом з усім своїм народом. Голбез, відчуваючи, що не може повернутися на Землю після скоєного ним, а також бувши наполовину Лунаріанцем, залишається разом з Фусо. Сесіл прощає його і називає братом. Герої повертаються по домівках — адже багато хто з них належить відбудувати заново. Каїн вирушає на Гору Випробувань, пообіцявши не повертатися в Барон, поки не доведе, що він герой. Всі інші головні персонажі приходять на весілля Сесіла і Рози, які стають Королем та Королевою Барона.

## Відгуки та популярність
Продажі оригінальної японської версії склали 1,44 млн копій. Світові продажі на 31 березня 2003 року, враховуючи рімейки для PlayStation і WonderSwan Color, налічують 2,16 млн примірників, з них 1,82 в одній тільки Японії та 0,34 — в інших регіонах. 2007 року перед випуском NDS-версії в усьому світі було продано близько 3 млн копій, станом на травень 2009 року до цієї кількості додались ще 1,1 млн.
Багато оглядачів називали Final Fantasy IV серед найбільших ігор всіх часів, відзначаючи появу тут багатьох елементів, які пізніше стануть традиційними для більшості японських рольових ігор, похвали удостоїлася вперше використана тут «концепція безперервного драматичного оповідання». Описуючи заслуги четвертої частини, рецензенти найчастіше пишуть про графіку, геймплей та музику. Нерідко її називають однією з перших рольових ігор з комплексним сюжетом. Журнал Nintendo Power схарактеризував Final Fantasy IV «новим стандартом досконалості» в області рольових ігор, пізніше видання поставило гру на дев'яте і двадцять восьме місця в своїх списках «100 найбільших ігор Нінтендо» в 100-му і 200-му випусках відповідно. Вкрай позитивний огляд був опублікований в березні 1992 року журналом GamePro — видання присудило грі максимальний можливий бал. 2005 року портал IGN поставив четверту частину на двадцять шосте місце в переліку найбільших ігор всіх часів — найвища позиція серед всіх «Останніх фантазій», однак у такому ж ранжируванні 2007 удостоїв її лише п'ятдесят п'ятого рядка, пропустивши вперед Final Fantasy VI і Final Fantasy Tactics. На основі голосування читачів, проведеного в 2006 році японським журналом Famitsu, гра названа шостою найкращою з усіх коли-небудь випущених. Серед негативних якостей зазвичай називають низьку якість перекладу англійської SNES-версії, який рясніє помилками і скороченнями, і відсутність гнучкої кастомізації персонажів.
Збірник Final Fantasy Collection розійшовся тиражем в 400 тисяч копій і в 1999 році зайняв 31-е місце японського ігрового чарту. Тижневик Famitsu присудив йому 54 бали з 60 — оцінювали шестеро досвідчених оглядачів, кожен за десятибальною системою. Final Fantasy IV Advance теж була зустрінута похвалою рецензентів, хоча деякі відзначали недостатньо якісну для сучасних ігор графіку, особливо порівняно з Final Fantasy VI. Попри те, що переклад на англійську мову був повністю перероблений, деякі фанати все одно відшукали в тексті помилки і неточності, що виникли в ході локалізації. Версія для Nintendo DS удостоїлася позитивних оцінок насамперед за візуальне виконання, а також за нововведення в геймплеї і нові кат- сцени. Анатолій Сонін, критик журналу Країна Ігор, назвав цю версію «однією з найкрасивіших ігор на DS», зазначивши при цьому, що за сьогоднішніми мірками вона все ж трохи застаріла: «Вражаючий уяву сюжет став просто хорошим, а герої з приголомшливих перетворилися в адекватних». Final Fantasy IV претендувала на звання найкращої рольової гри для NDS 2008 року за версією сайту IGN, але в підсумку поступилася іншій грі Square Enix — The World Ends with You.

## Продовження
У Final Fantasy IV є пряме продовження під назвою Final Fantasy IV: The After Years, випущене в 2008 році для мобільних телефонів FOMA 903i, під'єднаних до оператора зв'язку NTT DoCoMo. Події гри розгортаються через 17 років і описують пригоди Сеодора, сина Сесіла і Рози, який разом зі старими персонажами і деякими новими вирушає в подорож, щоб перешкодити планам іншого лиходія, який прагне знищити людство. Ігровий процес в цілому залишився колишнім, але додалися деякі нові елементи, наприклад, бойова система безпосередньо пов'язана з фазами місяця. Вони впливають на фізичні та магічні сили як персонажів, так і противників, причому різним фазам відповідають різні монстри, які трапляються в ході подорожі. Також присутня «система зв'язок» на зразок наявної в Chrono Trigger, вона дозволяє декільком героям атакувати одночасно, завдаючи ворогам великих ушкоджень. Гра видавалася окремими частинами, кожна з яких, як правило, виходила раз на місяць і була присвячена певному персонажу. 2009 року The After Years з'явилася в сервісі WiiWare, у березні 2011 року відбувся реліз для PlayStation Portable, де вона представлена разом з оригінальною грою у складі збірки Final Fantasy IV: Complete Collection.